# Coves de Kizil
Les Coves de Kizil (també escrit Qizil o també Qyzyl; en xinès tradicional: 克孜爾千佛洞; en xinès simplificat: 克孜尔千佛洞; en pinyin: Kèzī'ěr Qiānfú Dòng; en xinès, literalment vol dir les coves de Kizil dels mil budes; en uigur: قىزىل مىڭ ئۆي) són un conjunt de grutes budistes tallades a la roca prop de la localitat de Kizil (克孜尔乡, Kèzī'ěr Xiāng), situada de la Regió Autònoma de Xinjiang, a la Xina. El complex està ubicat a la ribera nord del riu Muzat, a 65 km. a l'oest de Kucha (75 km. si es fa per carretera). Aquesta zona era un enclavament comercial molt important de la ruta de la seda. Les coves són el complex budista excavat a la roca més antic conservat fins als nostres dies en territori xinès. El període d'activitat de les coves és entre el s. III i el s. VIII dC. Val a dir, però, que la carència de documentació sobre les coves fa que, actualment, la datació del conjunt sigui encara un tema a debat.

## El conjunt

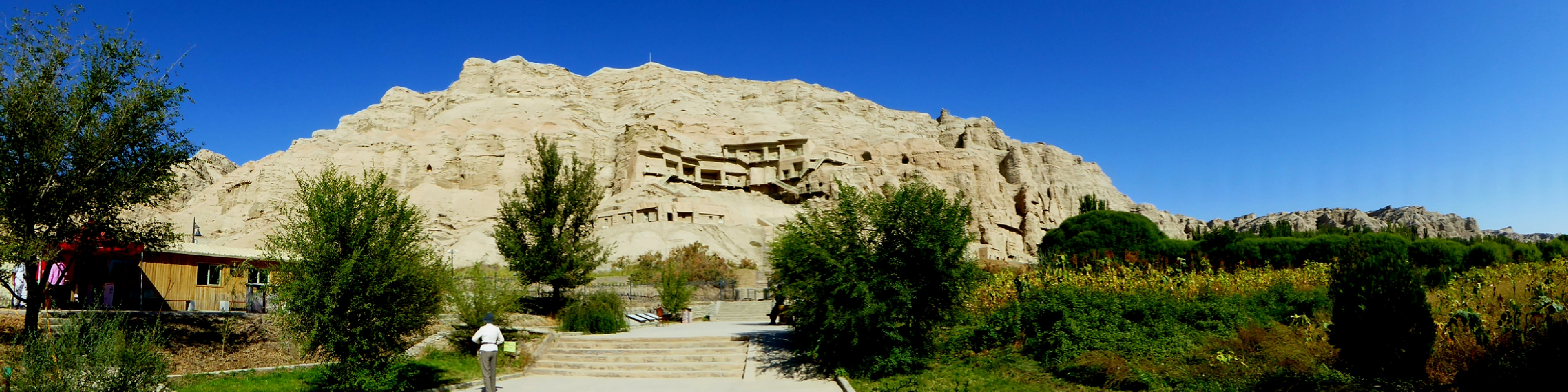
Panoràmica de l'exterior del conjunt de les coves de Kizil.

Les coves de Kizil Caves són el complex de majors dimensions associat amb l'antic regne budista tocari de Kucha (anomenats yuezhi pels xinesos en les fonts clàssiques), així com el més gran de Xinjiang. Altres coves de la regió de Kucha són les coves de Kumtura o les de Simsim. Duan Wenjie, expert en les coves de Mogao i ex-president del Dunhuang Research Institute, situades a la província veïna de Gansu, veu el conjunt de Kizil com un precedent de Mogao, millor estudiat i conegut que el primer. De fet, les coves de Kizil són vistes avui dia com un espai de fusió de cultures diferents: entre els segles iii i IX dC veiem com llegendes i mites d'orígens dispersos convergeixen. Així, les formes artístiques beuen d'influències procedents d'Índia, Grècia, Roma, Persia, Xina, entre d'altres, trobant una expressió pròpia en l'art budista.
Hi ha 236 temples rupestres a Kizil, tallats directament al penya-segat que s'estén fins a de 2 km. d'est a oest. D'aquests, podem dir que uns 135 han arribat als nostres dies relativament intactes. Les coves més antigues han estat datades basant-se en part en un mètode de carboni radioactiu que les situa vers l'any 300 dC. Es pensa que les coves es començaren a excavar entre els segles iii i iv, però no és fins temps més tard, al segle vi i VII quan el conjunt floreix perllogant les obres uns cinc-cents anys més. La major part d'investigadors pensen que les coves foren abandonades en algun moment a principis del s. VIII, quan la dinastia Tang va deixar de tenir cap tipus de control sobre la zona, reduint així la seva àrea d'influència. Altres autors, no obstant això, pensen que les coves foren abandonades en realitat al voltant del s. X, coincidint en el moment en què es propaga l'islam al nord-oest xinès. Es diu que una part important de les escultures foren destruïdes els segles següents degut a l'iconoclàstia musulmana. Val a dir, però, que els fenòmens meteorològics també han jugat un rol important en la degradació de l'estat de conservació del conjunt: l'acció del vent, els insectes, la pluja i les sequeres han malmès molt el complex durant segles.

Mapa de la conca del Tarim que mostra les diverses llengües de la família tokhan.

 També es conserven documents en llengües tokhàries que es trobaren precisament en aquestes coves, així com algunes inscripcions que ens documenten alguns dels seus governants.

### Estructura de les coves
Giuseppe Vignato, acadèmic italià expert en art centre asiàtic, ha apuntat per primer cop que la major part de les coves han estat excavades en petits conjunts, no en trobem pràcticament cap d'aïllada. L'autor ha dividit el conjunt segons l'estructura de les coves. De fet, altres experts ja havien intentat descriure el conjunt anteriorment. Tradicionalment, s'havia dit que moltes de les coves compten amb un disseny similar amb un pilar central de grans dimensions pel qual els pelegrins poden circumval·lar al seu voltant i que simbolitza una stupa. El plànol d'aquestes coves sol basar-se en una gran cambra coberta per volta de pedra on destaca una gran columna o pilar central. Davant d'aquesta columna o pilar hi podem trobar una cambra de menors dimensions darrera del que serien dos passadissos petits que connecten els espais. En la càmera principal s'hi sol trobar una imatge de Buda, normalment una escultura ubicada en un nínxol de grans dimensions. No obstant això, cap d'aquestes escultures ha sobreviscut fins als nostres dies al complex de Kizil. La càmera secundària pot acollir una escena del parinirvana de Buda o extensió total (mort); aquesta pot ésser una escultura, una pintura mural o fins i tot una combinació d'ambdós suports.

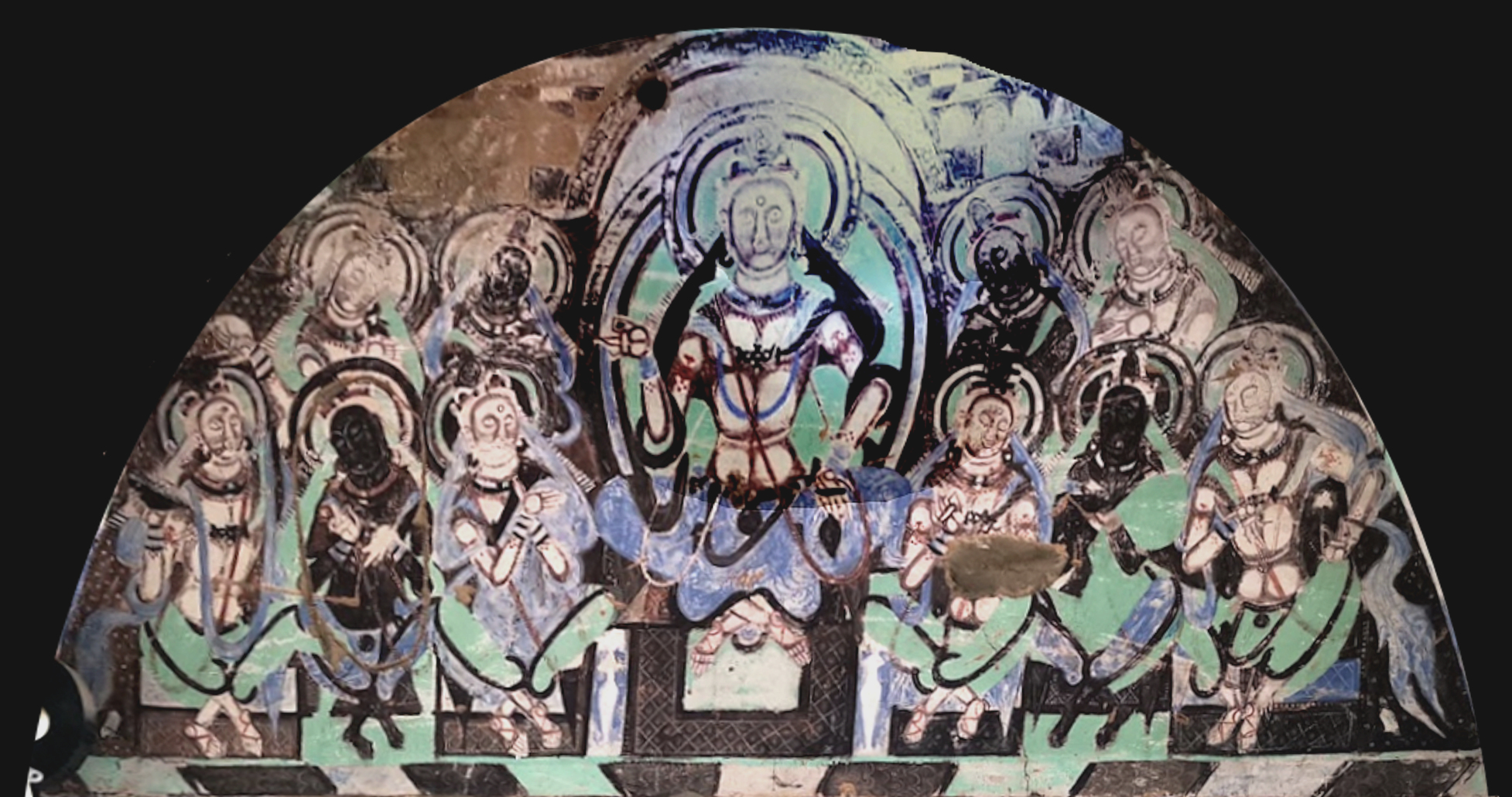
Els sis mestres herètics. Imatge icònica del conjunt de Kizil (cova núm. 80).

Vignato, no obstant això, proposa una nova classificació on simplement es parla d'absència o presència de pilar central. L'autor divideix el conjunt de Kizil simplement en dues categories d'estances on el factor preponderant és el gran pilar central anteriorment descrit.

#### Coves núm. 1 a 43
Vignato ens explica com, a més a més els grups de coves d'una mateixa tipologia tendeixen a estar agrupats. D'aquesta manera, un primer conjunt de coves són les ubicades a la zona oest del complex, conegut com a districte de Guxi. Aquestes coves han estat numerades de la 1 a la 43 i estan físicament separades de la resta del conjunt, formant un grup independent. Les coves més properes s'ubiquen, com a mínim, a 15 metres de distància, en un altre costat del penya-segat, mentre que les entrades de les del conjunt de Guxi són força properes les unes de les altres. De fet, l'autor defensa que algunes de les característiques iteratives de les coves d'aquest grup no estan presents en les de la resta del conjunt, augmentant així el sentit d'homogeneïtat del grup.

Aquest primer grup normalment comprèn una cel·la monàstica excavada en un dels laterals del conjunt, una cova de planta quadrangular i una tercera cova amb un pilar central de grans proporcions. Les coves 2-4, 15-17, 27-29 i 38-40 del conjunt responen al patró descrit anteriorment. Aquestes coves complien funcions diferents: la cel·la monàstica era l'habitatge dels monjos, la cova amb un pilar central tenia usos rituals i la cova de planta quadrangular es feia servir com a espai de trobada comunal com ara assemblees o altres activitats de grup gran. Aquest era el nucli dur del monestir al que s'hi podien afegir altres coves addicionals. Així, quan el monestir creixia se solia excavar una cel·la monàstica addicional. Les cel·les monàstiques, també són anomenades kuti. Dues terceres parts de les coves aproximadament eren kutis utilitzats com a espais de vida pels monjos i magatzems. Aquestes zones no solen contenir pintures murals.

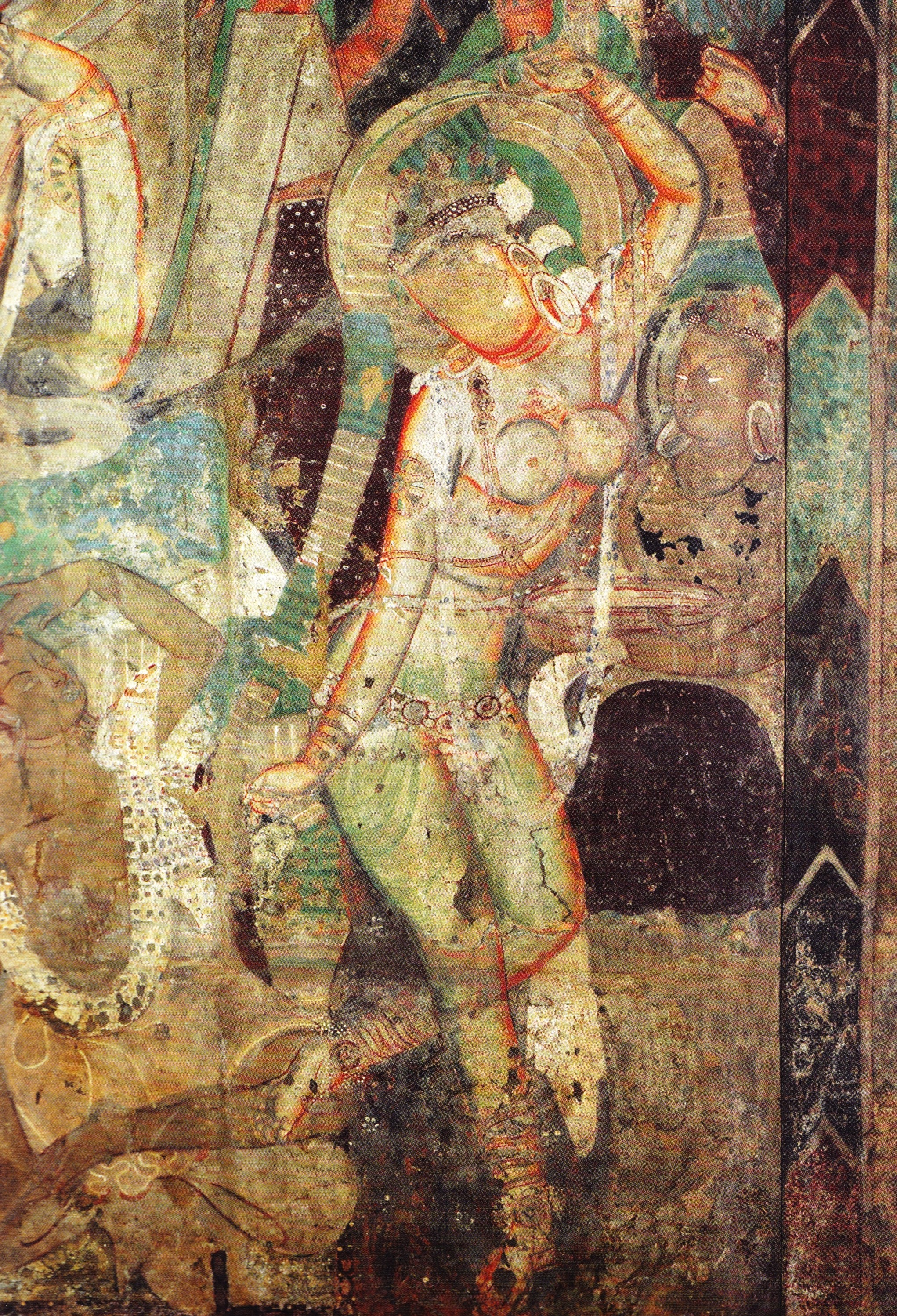
La dansa de la princesa Chandraprabha, pintura mural procedent de la cova núm. 83 de Kizil (actualment conservat al Museum of Asian Art, Berlín).

#### Altres grups de coves
Vignato ha identificat dos grups més de coves dins del complex de Kizil que segueixen el mateix patró de conducta que les coves ja mencionades, si bé amb petites desviacions. Així, per exemple, la cova núm. 12 ostenta una planta rectangular i l'adjacent núm. 13, amb un pilar central, semblen formar un conjunt amb la cova núm. 24, una cel·la monàstica que fou excavada en un pla inferior a aquestes dues. Així doncs, aquest grup s'ubica en dos nivells diferents.

### La pintura mural
Tot i que el lloc ha patit saquejos i ha estat malmès, resten al voltant d'uns 5.000 metres quadrats de pintura mural in situ. La major part d'aquests mural són representacions de les vides anteriors de Siddartha Gautama (jataka), literatura budista avadana i llegendes sobre buda. Aquestes manifestacions artístiques representen la tradició de l'escola theravada dels sarvastivades.

Segons un text trobat a Kucha, les pintures d'algunes coves haurien estat patrocinades per un rei tocari anomenat Mendre al qui l'hauria aconsellat un monjo d'alt rang, Anandavarman. El rei comissionà l'obra a un artista indi, Naravahanadatta, i a un de siri, Priyaratna, que treballaven amb el seu taller de deixebles. Els reis veïns del regne de Khotan, Vijayavardhana i Murlimin, també assistiren en la policromia d'una altra cova, aquest cop, enviant artistes al complex.

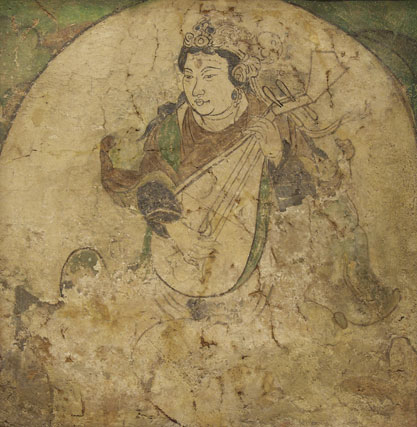
Apsara tocant una pipa, pintura mural c.600-800, procedent del conjunt de Kizil (actualment conservat a la Freer and Sackler Gallery, Smithsonian Museum of Asian Art, Washington).

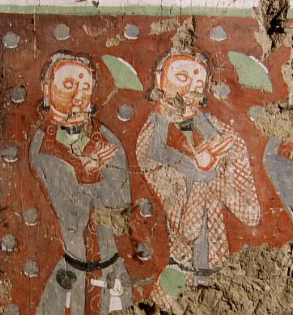
Figures de mecenes (Conjunt de coves de Kizil).

Una característica notable del conjunt és l'ús extensiu de pigments blaus, inloent una tonalitat de blau ultramarí que deriva del lapislàtzuli procedent de l'Afganistan. Ernst Waldschmidt, arqueòleg especialista en Índia i l'Àsia central, ofereix una classificació de l'art de la regió en tres períodes diferents: els murals pertanyen a la primera etapa, caracteritzada per l'ús de pigments vermellosos, mentre que els de la segona fase utilitzen amb profusió pigments de tonalitats blaves. Les primeres pintures acusen una major influència greco-índia o de l'escola de Gandhara, mentre que les segones beuen de fonts iranianes i perses sassànides. Les coves més tardanes sembla que contenen menys escenes llegendàries i vides anteriors de Buda (jatakes), essent aquestes escenes substituïdes per budes sedents amb nimbes o bé l'anomenat motiu del miler de budes. Aquest motiu consisteix en nombroses repeticions de figures de buda de petites dimensions pintades una al costat de l'altre de manera repetitiva arribant a omplir tot un pany de paret o diverses d'una cova. Cal destacar que les dues primeres fases mostren una marcada carència d'elements d'origen xinès. No obstant això, l'última fase, emmarcada en un període d'influència sinoturca, veiem aparèixer aquestes influències de l'imperi xinès en la pintura de tota la zona del Turfan, si bé només romanen dues coves al complex de Kizil on es fa pal·lesa la influència Tang.
Una altra característica dels murals de Kizil és la divisió en blocs en forma de diamant que apareixen als sostres de moltes coves. En aquests sostres hi apareixen moltes escenes budistes en capes diferents mostrant cert sentit de seqüència narrativa.

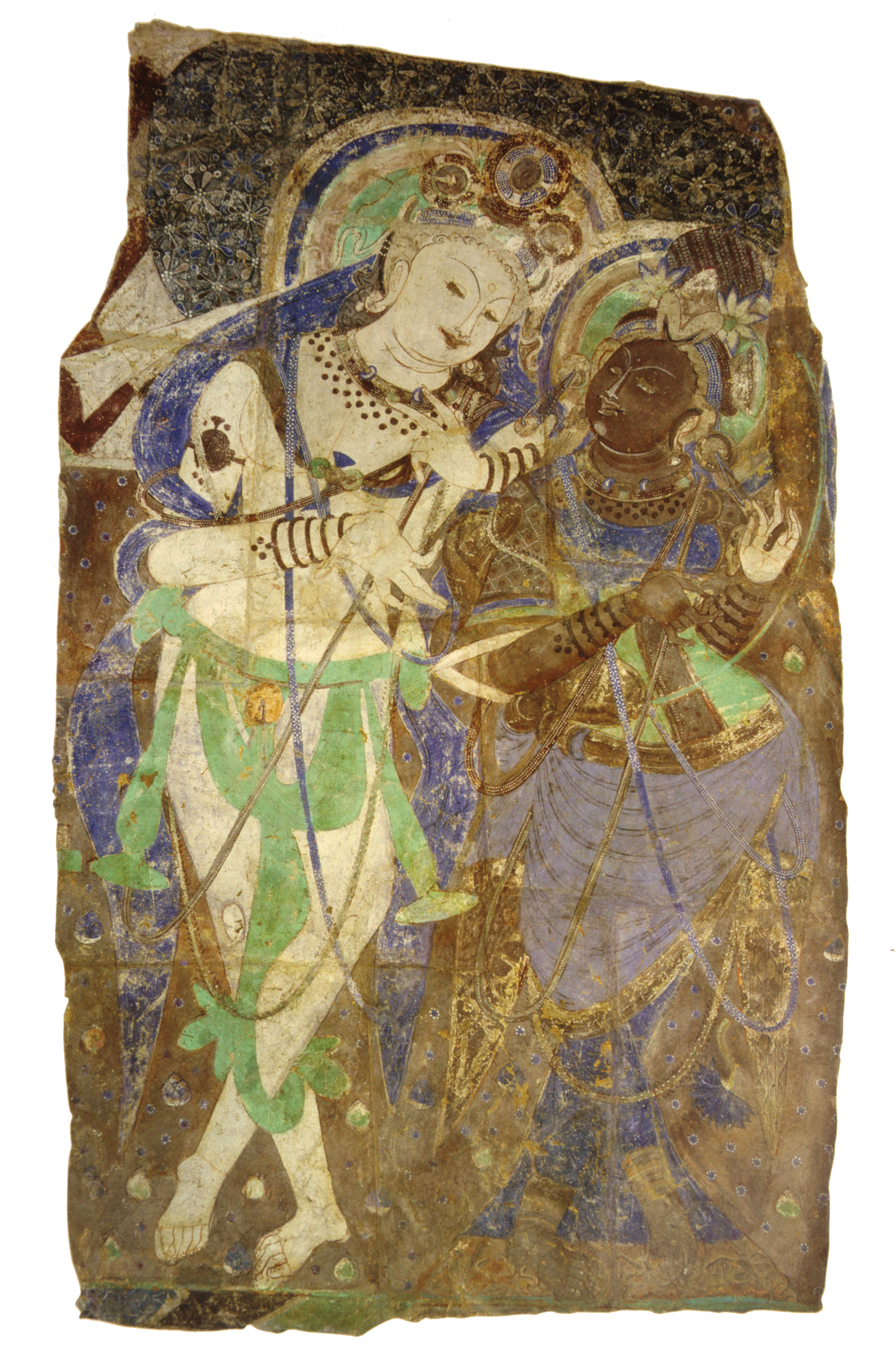
Deessa dempeus acompanya per una apsara (c. 800 dC)

#### La cova de la música
Possiblement la millor coneguda a dia d'avui, aquesta és una de les coves més destacades, també coneguda com la cova de la música, és la núm. 38. Aquesta és una de les estances que gaudeixen d'un bon estat de conservació i es conserva bona part de la policromia, fent que sigui normalment reproduïda en publicacions i imatges publicitàries del complex. Es conserva pràcticament tota la pintura mural de la cova i s''hi ha representat tot un conjunt de més d'una vintenta de músics tocant cadascú el seu instrument, d'aquí el nom. Resulta molt interessant ja que estudiant l'obra es van adonar que la posició i el gest de les mans de tots els músics mostra com tots estan tocant amb el mateix compàs. Altres imatges igualment famoses de la cova són algunes escenes del buda històric predicant a les parets laterals. Aquests motius s'alternen amb fileres d'escenes de naixements anteriors del Buda (jatakas) i avadanes representades al sostre. També cal destacar una imatge del Buda Maitreya situada en una lluneta prop de la porta d'entrada, on se'l mostra predicant a la seva terra pura, Tushita, rodejat de devas. A la paret exterior s'hi ha representat un parinirvana de Buda i a la paret interior, una filera d'stupes sota dos nínxols de petites dimensions que, molt possiblement, contenien imatges sedents de Buda.

#### Cova núm. 60 (Größte Höhle)
Aquesta cova ha estat objecte d'estudis recentment ja que, segons Satomi Hiyama, les pintures murals d'aquesta, avui disperses i en mal estat de conservació, contenen el primer retrat del que tenim constància de mecenes reials del primer estil d'art Indo-iranià a la vall del Tarim. Hiyama, en el seu estudi, ens fa un estudi d'alguns dels fragments dispersos, majoritàriament conservats a Berlín. Segons Vignato, aquesta cova hauria estat utilitzada com a magatzem del monestir, anomenats kappiyabhumi al Cànon Pali, fora de les zones habitables del monestir. De fet, Vignati inclou aquesta cova dins del conjunt del districte 2 que, serien un grup de coves usades, totes elles, com a magatzems. Per exemple, s'han trobat dipòsits de cereals que podrien corroborar aquesta teoria. Hiyama, bastant-se en les teories de Vignati ens parla d'una associació de la cova núm. 60 i el poder reial, éssent potser receptacle de les donacions reials a Kizil.

## El redescobriment
El 1906, un equip d'expedició alemany liderat per Albert von Le Coq i Albert Grünwedel va explorar les coves de Kizil. Grünwedel, arqueòleg de formació i especialista en Àsia central, estava bàsicament interessat en copiar la pintura mural, però von le Coq decidí d'arrencar-los per poder-se'ls emportar. Entre 1902 i 1914 l'equip alemany liderà fins a quatre expedicions arqueològiques en la zona, enviant molt de material cap a Berlín en cada ocasió. La major part dels fragments extrets del seu context original es conserven avui dia al Museum of Asian Art (anteriorment anomenat Museum für Indische Kunst) a Dahlem, Berlín. Aquest museu conserva uns 395 fragments de pintura mural, segons dades pròpies. Altres exploradors van emportar-se més fragments, fent que avui la pintura del conjunt estigui dispersa en museus com ara l'Hermitage Museum de St. Petersburg, la Freer-Sackler Gallery de Washington, el Metropolitan Museum of Art de Nova York, Japó, Corea, Hongria, els Estats Units, així com col·leccions privades on les peces resten indocumentades.
Al Metropolitan Museum of Art de Nova York es conserven una dozena de fragments de pintura mural. Aquests foren adquirits de col·leccions privades nord-americanes que, alhora, ho haurien comprat a l'aleshores museu etnològic de Berlín que, per sufragar noves expedicions, va vendre part de les seves adquisicions, ajudant a dispersar encara més el conjunt. Els fragments del Metropolitan foren adquirits entre 1940 i 1950 i tots mostren clarament la seva procedència de Kizil i tenen inscripcions a la cara posterior on es data l'expedició quan foren portades cap a Alemanya. Morita ha intentat esbrinar l'origen dels fragments del Metropolitan i, per motius estilístics, menciona la cova 224, però no és més que una especulació incerta ja que, segons la mateixa Morita afirma, també podrien procedir d'alguna altra cova amb pilar central policromada entre els segles vi i vii, pel que cal un major coneixement de les arts del regne de Kucha abans de poder aventurar-nos a donar una localització exacta d'aquests fragments.
Alhora, també cal destacar que els arqueòlegs no només s'emportaren pintura mural, sinó també manuscrits, notablement escrits en tokhari B. Aquests es conserven a Berlín i encara no han estat mai estudiants amb rigor. A més a més de l'espoli reiterat que patí el conjunt, aquest també acusà les nefastes conseqüències de la Revolució Cultural, quan els mateixos xinesos destruïren part del patrimoni cultural xinès.
El Kucha Research Institute of Xinjiang (en xinès: 新疆龜茲石窟研究所) és un institut de recerca xinès que documenta, estudia i preserva el patrimoni material de la regió. Un altre dels seus objectius és recuperar les obres espoliades en el passat. Segons les seves estimacions, a principis del s. XX i finals del s. XIX s'arrancaren uns 470 metres quadrats que avui es troben repartits arreu. Des del 1998 treballen en cooperació amb institucions estrangeres per maximitzar el seu impacte. Fins avui dia han documentat més de quatre-centes imatges digitals pertanyents a obra del conjunt que es conserva a l'estranger. Per exemple, el 2018 van comprar diversos fragments de pintura mural procedents de Kizil que actualment s'exposen al museu provincial.

## Datació del conjunt
La datació clàssica del conjunt és la que proposà a principis del segle XX Waldscgmidt, basada en els tres estils pictòrics. Aquesta ha estat generalment acceptada fins que al voltant de 1980 un nou mètode científic, arqueològic i nous mètodes en la història de l'art es posaren en pràctica i es començà a qüestionar aquesta datació. Entre 1979 i 1981 un projecte de la Beijing University liderat per Su Bai proposà de classificar el conjunt d'acord amb la seva planimetria interior en combinació amb l'estil i temàtica de la seva pintura mural. Alhora,el projecte també van incloure una datació basada en el carboni 14. Així, aquest estudi ens proposà tres períodes bàsics d'intervenció a les coves: un primer moment, entre 310/380 -350/360; una segona fase constructiva, entre 395/465 que es perllongaria fina a principis del s. VI dC; i una fase final del 545/685 endavant. No obstant això, encara no existeix un consens alhora de datar les coves de Kizil ja que un nou test amb radiocarboni el 2011 endarrereix l'origen d'almenys una de les coves al primer mil·lenni a C, molt abans del que alguns acadèmics pensen que és possible. Més recentment, Vignato, basant-se en l'estructura del conjunt, ha proposat d'afegir una quarta fase constructiva, datada entre 550 i 750, que segons ell, coincideix amb l'últim període d'activitat a les coves.

## Galeria d'imatges

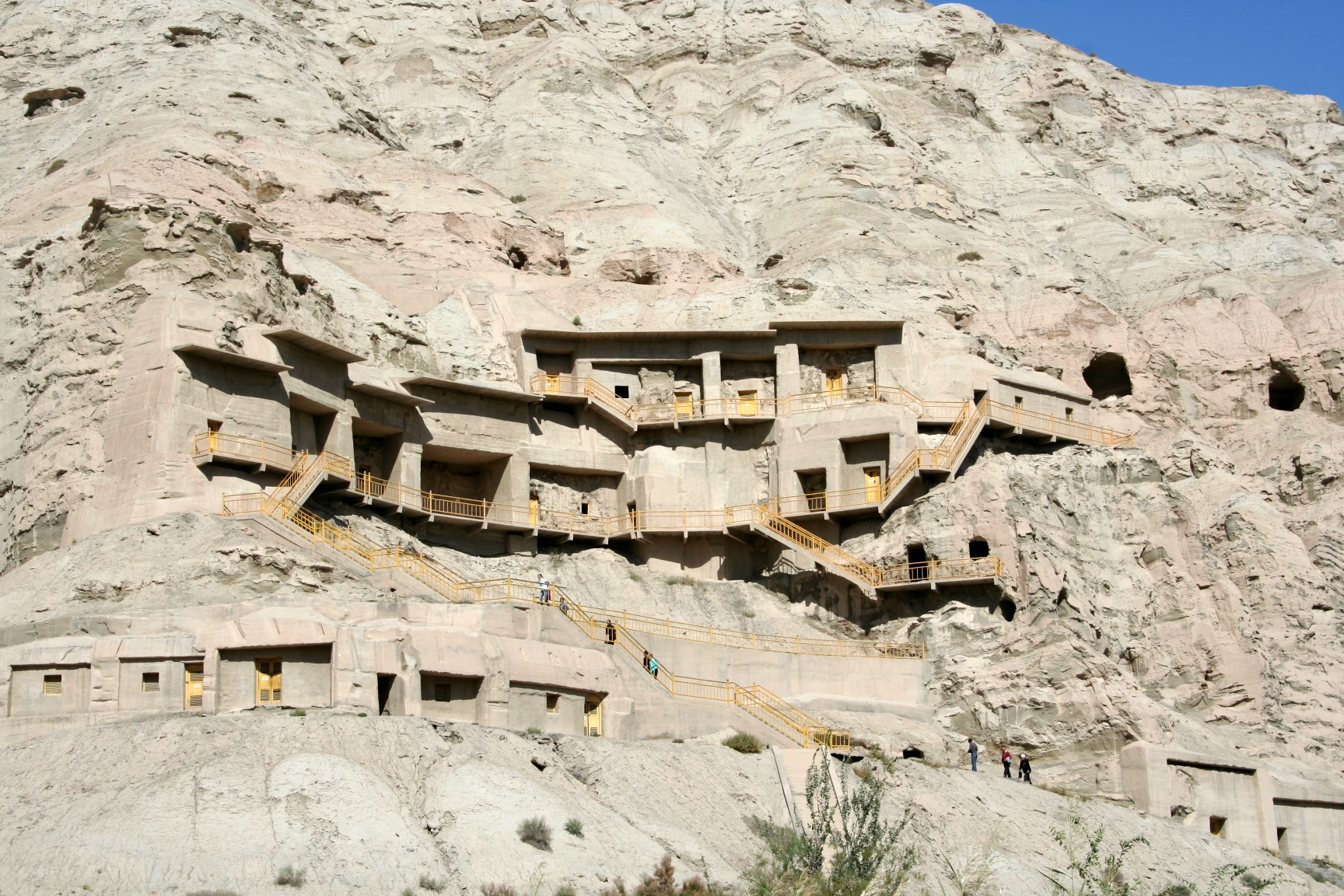
Detall de l'exterior de les coves.
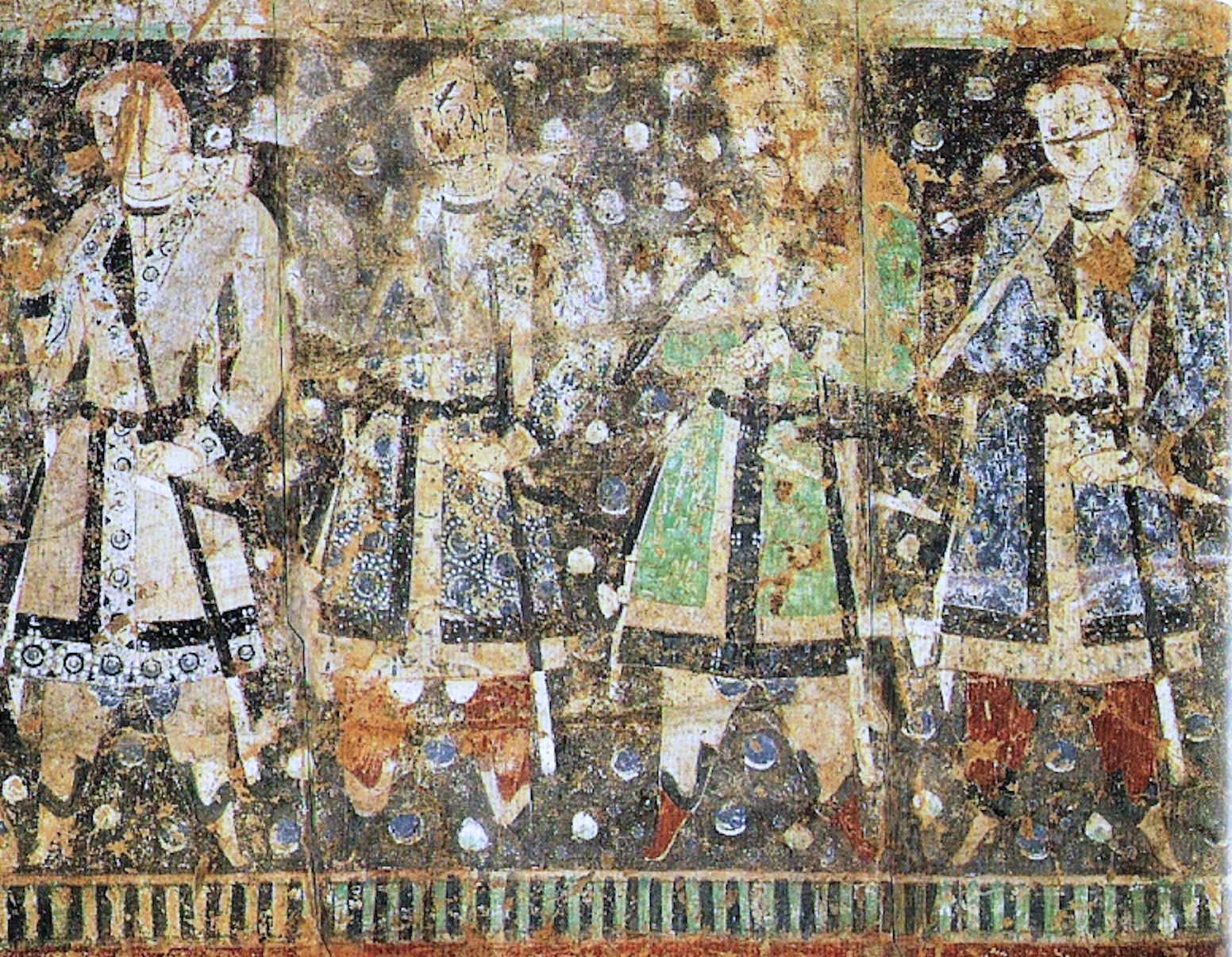
Mecenes d'origen tocari (pintura mural, cova núm.8).
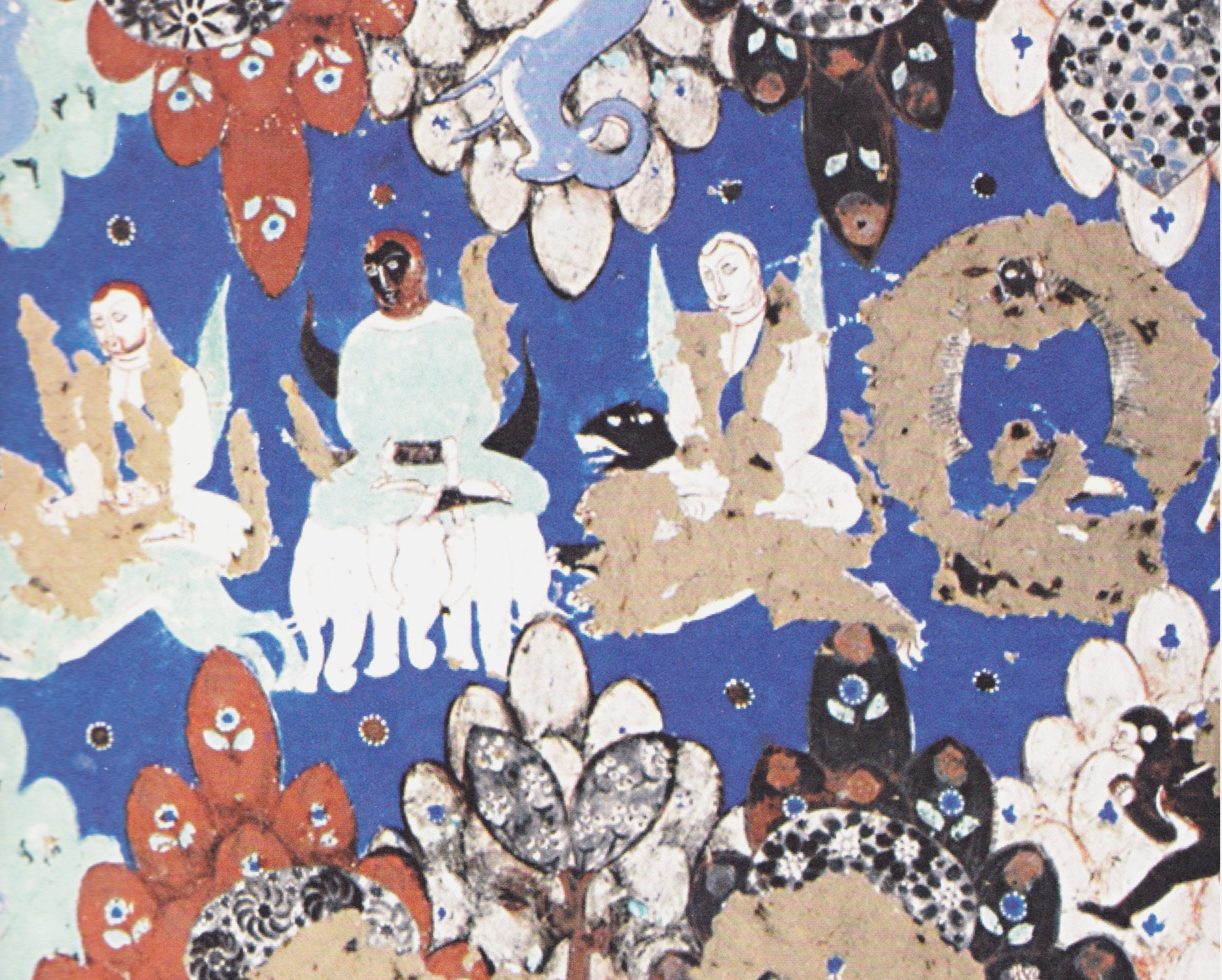
Els deixebles de Buda, mural en un bloc en forma de diamant, tret característic de les coves de Kizil (cova núm. 224 datada c. 600 dC).
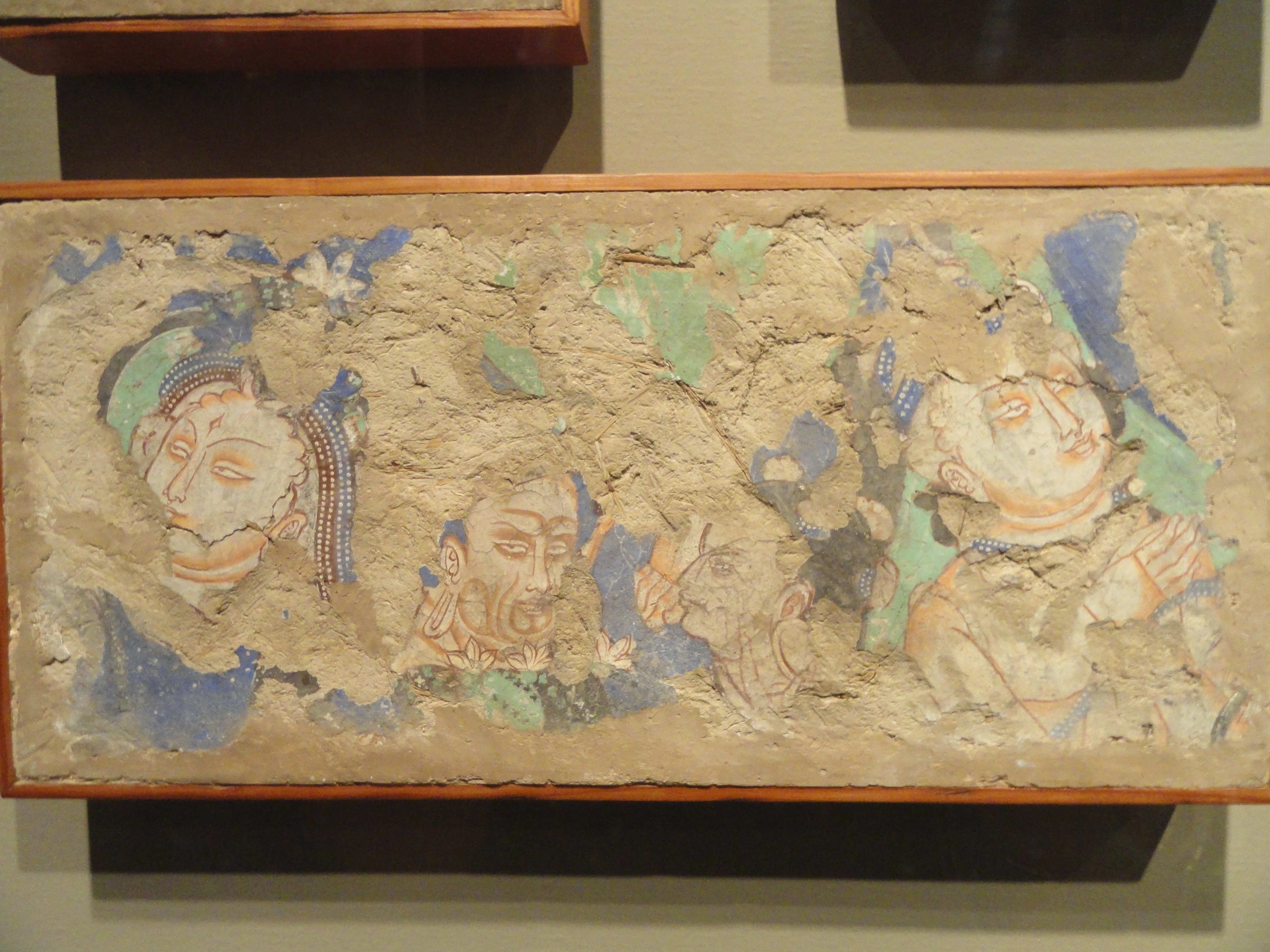
Fragments de pintural mural, s. VI, actualment conservats al Nelson-Atkins Museum of Art, Kansas (Missouri, Estats Units).
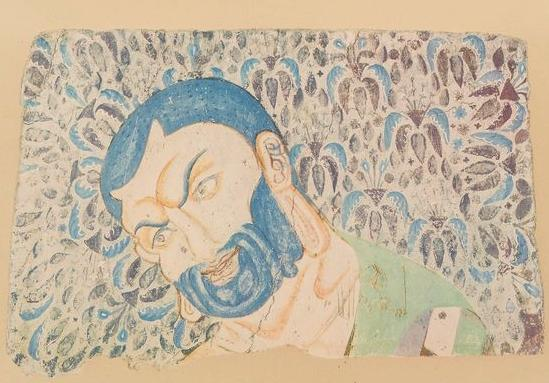
Cap de Mahakasyapa.
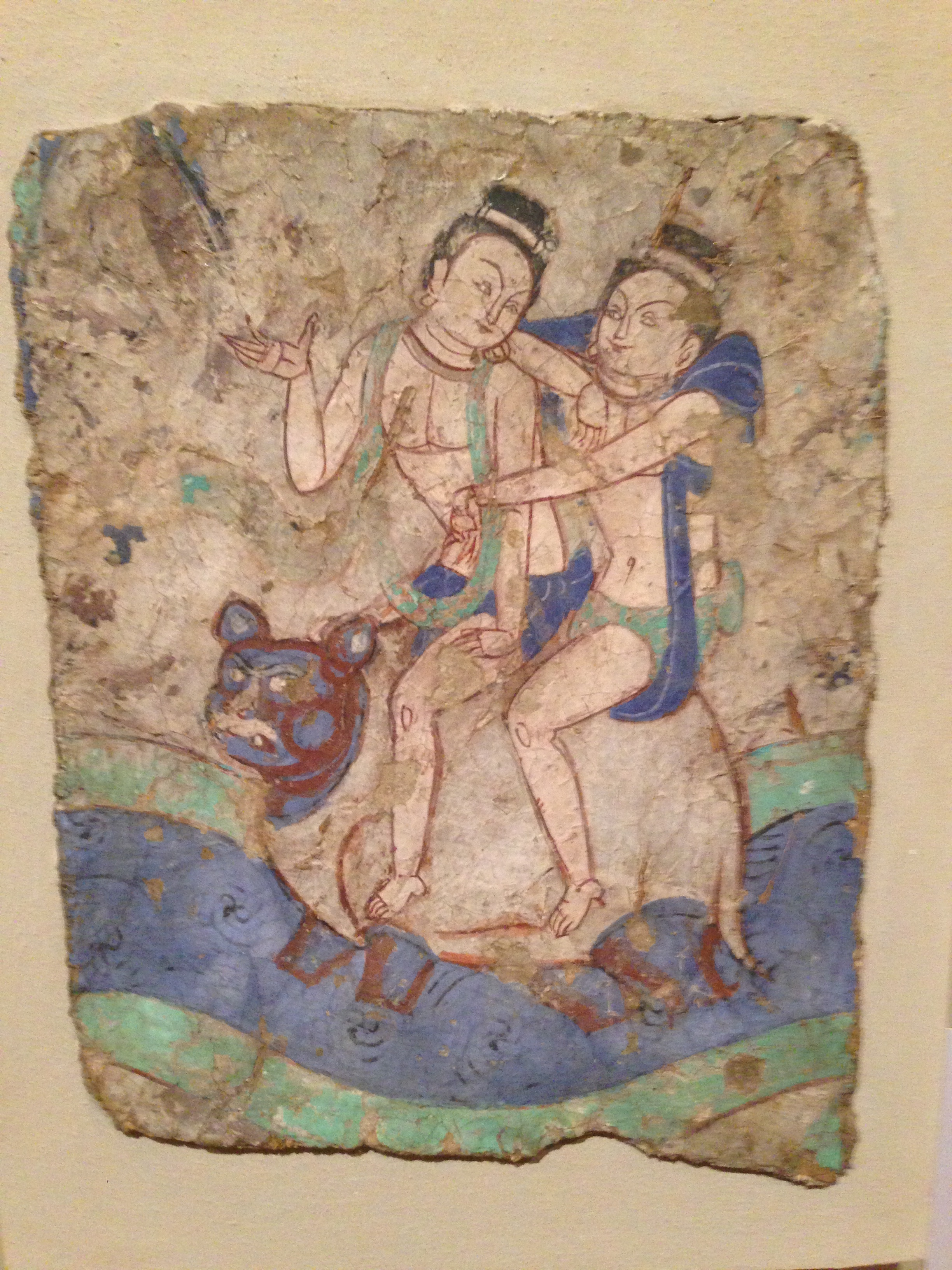
El jataka del rei tortuga, s. V - VI dC, pintura mural procedent de les coves de Kizil (actualment conservat al Hermitage Museum, St. Petersburg).